# Egbert von Frankenberg und Ludwigsdorf
Egbert von Frankenberg und Ludwigsdorf (* 1858; † 1941) war Hoftheaterintendant in Sachsen-Coburg-Gotha und Braunschweig, preußischer Hauptmann, Schriftsteller und Kammerherr in Anhalt.

## Leben

### Familie
Am 6. August 1881 heiratete er in Karlsruhe Anna, geb. von Schweinsberg.

### Karriere
Von Frankenberg wirkte im Großherzoglich-Hessischen Infanterie-Regiment Nr. 115 und erreichte dort bis 1879 den Rang eines Unterleutnants. Später erfolgte eine Beförderung zum Hauptmann mit gleichzeitiger Verabschiedung. Er wurde dann Kammerherr der Herzogin Antoinette von Anhalt im Hofstaat des Fürsten von Anhalt. Am 18. September 1897 wurde er vorläufig zum Hofintendanten in Sachsen-Coburg-Gotha ernannt. Am 8. Mai 1899 wurde er vollends eingestellt. Auf eigenen Wunsch wurde er am 13. Februar 1900 zur Disposition gestellt. Am 1. Februar 1910 übernahm er die Hofintendantur in Braunschweig. Im Ersten Weltkrieg diente er zum Teil in Belgien.

## Auszeichnungen
- Verdienstorden Philipps des Großmütigen, Ritter II. Klasse

## Werke (Auswahl)
- Anhaltische Fürstenbildnisse, Band 1, 1895
- Anhaltische Fürstenbildnisse, Band 2, 1896
- Zur Geschichte der Truppen die den Namen Anhalt getragen haben
- Im Widerstreit der Geister: Romanzyklus in 2 Bdn · Bände 1 – 2, 1902
- Der Welt holdester Wahn, 1902
- Schwarzrotgold: Roman aus dem XIX Jahrhundert, 1903
- Die geistigen Grundlagen der Theaterkunst, 1910
- Theaterkunst in Karlsruhe: Rückblick und Ausblick, 1918
- Der große Europäer, 1924